# Ковалькевич, Каролина
Каролина Ковалькевич (пол. Karolina Kowalkiewicz; род. 15 октября 1985) — польский боец смешанных боевых искусств, выступающая под эгидой UFC в женской минимальной весовой категории. По состоянию на апрель 2018 года занимала четвертую строчку официального рейтинга UFC в женском минимальном весе. Начав свою карьеру в польском промоушене KSW и одержав в нём 5 побед подряд, подписала контракт с UFC. В дебютном бою одержала победу над Рэндой Маркос. После трех побед вышла на титульный поединок против Йоанны Енджейчик, который состоялся в ноябре 2016 года на турнире UFC 205. В упорном противостоянии Ковалькевич проиграла единогласным решением. Занимает 15 строчку в официальном рейтинге UFC в женском минимальном весе.

## Биография
Каролина Ковалькевич родилась 15 октября 1985 году в крупном польском городе Лодзь, который расположен в 120 км от Варшавы. Боевыми искусствами Ковалькевич начала заниматься уже в юношеском возрасте, сначала это была израильская боевая техника крав-мага, затем были занятия по муай-тай, и в конце — смешаные единоборства, которыми Каролина начала заниматься в зале Грейси Барра, чья семья являлась родоначальниками бразильского джиу-джитсу и внесла огромный вклад в развитие MMA.
До начала профессиональной карьеры Ковалькевич успела провести 2 боя среди любителей, в одном из них она проиграла другому известному польскому бойцу и будущей первой польской чемпионке UFC Йоанне Енджейчик. После этого поражения Ковалькевич долгое время не хотела переходить в профессионалы, так как считала, что ей достаточно поздно начинать карьеру бойца (на момент профессионального дебюта Ковалькевич было 27 лет), но её тренер уговорил её стать профи.

## Карьера
Каролина Ковалькевич дебютировала в профессиональных боях 18 мая 2012 года в рамках турнира Extrime Fighting Sports 2, в котором её соперницей стала Марцена Войас. Ковалькевич сильно провела поединок и добилась победы уже в 1-м раунде техническим нокаутом. После своего уверенного дебюта Каролина подписывает контракт в ведущим польским промоушеном KSW, в стенах которого она проводит 5 поединков, и одерживает 5 побед.
Уже в 3-м поединке в KSW Ковалькевич сражается за титул KSW в наилегчайшем весе и одерживает победу в первом раунде, проведя своей сопернице Марте Хойноске удушающий прием. 17 мая 2014 года Ковалькевич проводит успешную титульную защиту в бою против Ясминки Циве.
19 декабря 2015 года Каролина Ковалькевич дебютирует в UFC, одерживая победу в поединке против Рэнды Маркос.
30 июля 2016 года Каролина Ковалькевич раздельным решением судей одерживает победу над Роуз Намаюнас. После этой победы профессиональный рекорд Ковалькевич составляет внушительные 10-0.
После 3-х стартовых побед в UFC Каролина получает свой первый титульный бой против давней соперницы — Йоанны Енджейчик 12 ноября 2016 года. Енджейчик защищает свой титул в минимальном весе и наносит Ковалькевич первое поражение в профессиональной карьере.
3 июня 2017 года Ковалькевич уступает Клаудии Гадельи уже в первом раунде.
После 2-х побед над Джоди Эсквибел и Фелис Херриг у Ковалькевич начинается чёрная полоса в UFC — она проигрывает четыре боя подряд, а после травм, полученных в поединке с китаянкой Ян Сяонань 23 февраля 2020 года появилась информацию о том, что Ковалькевич придется закончить карьеру в MMA и UFC.

## Статистика
| Боёв 25  | Побед 16 | Поражений 9 |
| -------- | -------- | ----------- |
| Нокаутом | 1        | 1           |
| Сдачей   | 3        | 2           |
| Решением | 12       | 6           |

| Результат | Рекорд | Соперник              | Способ                 | Турнир                                  | Дата             | Раунд | Время | Место                          | Примечание                                                              |
| --------- | ------ | --------------------- | ---------------------- | --------------------------------------- | ---------------- | ----- | ----- | ------------------------------ | ----------------------------------------------------------------------- |
| Поражение | 16-9   | Денизи Гомес          | Единогласное решение   | UFC Fight Night: Магни vs. Пратес       | 9 ноября 2024    | 3     | 5:00  | Лас-Вегас, Невада, США         |                                                                         |
| Поражение | 16-8   | Ясмин Лусинду         | Единогласное решение   | UFC 301                                 | 4 мая 2024       | 3     | 5:00  | Рио-де-Жанейро, Бразилия       |                                                                         |
| Победа    | 16–7   | Диана Белбита         | Единогласное решение   | UFC Fight Night: Доусон vs. Грин        | 7 октября 2023   | 3     | 5:00  | Лас-Вегас , Невада, США        |                                                                         |
| Победа    | 15–7   | Ванесса Демопулос     | Единогласное решение   | UFC Fight Night: Дерн vs. Хилл          | 20 мая 2023      | 3     | 5:00  | Лас-Вегас, Невада, США         | Бой в промежуточном весе, Демопулос не сделала вес.                     |
| Победа    | 14–7   | Сильвана Гомес Хуарес | Единогласное решение   | UFC 281                                 | 12 ноября 2022   | 3     | 5:00  | Нью-Йорк, США                  |                                                                         |
| Победа    | 13–7   | Фелис Херриг          | Сдача (удушение сзади) | UFC Fight Night: Волков vs. Розенстрайк | 4 июня 2022      | 2     | 4:01  | Лас-Вегас, Невада, США         |                                                                         |
| Поражение | 12–7   | Джессика Пенн         | Сдача (рычаг локтя)    | UFC 265                                 | 7 августа 2021   | 1     | 4:32  | Хьюстон, Техас, США            |                                                                         |
| Поражение | 12-6   | Ян Сяонань            | Единогласное решение   | UFC Fight Night: Фелдер vs. Хукер       | 23 февраля 2020  | 3     | 5:00  | Окленд, Новая Зеландия         |                                                                         |
| Поражение | 12-5   | Алекса Грассо         | Единогласное решение   | UFC 238                                 | 8 июня 2019      | 3     | 5:00  | Чикаго, Иллинойс, США          |                                                                         |
| Поражение | 12-4   | Мишель Уотерсон       | Единогласное решение   | UFC on ESPN 2: Барбоза vs. Гейджи       | 30 марта 2019    | 3     | 5:00  | Филадельфия, Пенсильвания, США |                                                                         |
| Поражение | 12-3   | Жессика Андради       | KO (удары)             | UFC 228                                 | 8 сентября 2018  | 1     | 1:58  | Даллас, США                    |                                                                         |
| Победа    | 12-2   | Фелис Херриг          | Раздельное решение     | UFC 223                                 | 7 апреля 2018    | 3     | 5:00  | Нью-Йорк, США                  |                                                                         |
| Победа    | 11-2   | Джоди Эсквибел        | Единогласное решение   | UFC Fight Night: Ковбой vs. Тилл        | 21 октября 2017  | 3     | 5:00  | Гданьск, Польша                |                                                                         |
| Поражение | 10-2   | Клаудиа Гаделья       | Сдача (удушение сзади) | UFC 212                                 | 3 июня 2017      | 1     | 3:03  | Рио-де-Жанейро, Бразилия       |                                                                         |
| Поражение | 10-1   | Йоанна Енджейчик      | Единогласное решение   | UFC 205                                 | 12 ноября 2016   | 5     | 5:00  | Нью-Йорк, США                  | Бой за титул чемпиона в минимальном весе                                |
| Победа    | 10-0   | Роуз Намаюнас         | Раздельное решение     | UFC 201                                 | 30 июля 2016     | 3     | 5:00  | Атланта,США                    | «Лучший бой вечера» (1)                                                 |
| Победа    | 9-0    | Хизер Джо Кларк       | Единогласное решение   | UFC Fight Night: Оверим vs. Арловски    | 8 мая 2016       | 3     | 5:00  | Роттердам, Нидерланды          |                                                                         |
| Победа    | 8-0    | Рэнда Маркос          | Единогласное решение   | UFC on Fox: Дос Анжус vs. Серонне 2     | 19 декабря 2015  | 3     | 5:00  | Орландо, США                   | Дебют в минимальном весе                                                |
| Победа    | 7-0    | Калиндра Фариа        | Раздельное решение     | KSW 30: Genesis                         | 21 февраля 2015  | 3     | 5:00  | Познань, Польша                | «Лучший бой вечера» (1)                                                 |
| Победа    | 6-0    | Мицуки Иноуэ          | Раздельное решение     | Invicta FC 9: Honchak vs. Hashi         | 1 ноября 2014    | 3     | 5:00  | Давенпорт, США                 |                                                                         |
| Победа    | 5-0    | Ясминка Циве          | Сдача (удушение сзади) | KSW 27: Cage Time                       | 17 мая 2014      | 1     | 3:53  | Гданьск, Польша                | Защитила (1) титул чемпиона в наилегчайшем весе KSW Championship        |
| Победа    | 4-0    | Симона Сукупова       | Единогласное решение   | KSW 24: Clash of the Giants             | 28 сентября 2013 | 3     | 5:00  | Лодзь, Польша                  |                                                                         |
| Победа    | 3-0    | Марта Хойноска        | Сдача (удушение сзади) | KSW 23: Khalidov vs. Manhoef            | 8 июня 2013      | 1     | 1:11  | Гданьск, Польша                | Завоевала вакантный титул чемпиона в наилегчайшем весе KSW Championship |
| Победа    | 2-0    | Паулина Бонковска     | Единогласное решение   | KSW 21: Ultimate Explanation            | 1 декабря 2012   | 3     | 5:00  | Варшава, Польша                |                                                                         |
| Победа    | 1-0    | Марцена Войас         | TKO (удары)            | Extreme Fighting Sports 2               | 18 мая 2012      | 1     | 3:12  | Гдыня, Польша                  |                                                                         |

## Ссылка
- Профиль Каролины Ковалькевич  (англ.) на официальном англоязычном разделе сайта чемпионата UFC.com
- Профиль Каролины Ковалькевич  (рус.) на официальном русскоязычном разделе сайта чемпионата UFC.ru
- Профиль Каролины Ковалькевич  (англ.) на официальном сайте женского чемпионата InvictaFC.com
- Профиль Каролины Ковалькевич  (рус.) — статистика бойца на сайте FightTime.ru